# جورج اسپوت
جورج اسپوت (انگلیسی: George Espeut؛ ۸ دسامبر ۱۹۱۷ – ۲۸ دسامبر ۱۹۹۱) وزنه‌بردار اهل جامائیکا بود.